# Madagascar en los Juegos Olímpicos de Londres 2012
Madagascar estuvo representado en los Juegos Olímpicos de Londres 2012 por siete deportistas, tres hombres y cuatro mujeres, que compitieron en cinco deportes.
El portador de la bandera en la ceremonia de apertura fue el yudoca Fetra Ratsimiziva. El equipo olímpico malgache no obtuvo ninguna medalla en estos Juegos.